# سيسيليا بوزات
سيسيليا بوزات (بالإسبانية: Cecilia Bouzat) هي عالمة كيمياء حيوية أرجنتينية، حائزة على العديد من الجوائز، والتي درست الاضطرابات العصبيّة. وُلدت بوزات في العاشر من ديسمبر عام (1961). كُرمت كفائزة أمريكيّة لاتينيّة بجائزة لوريال-اليونسكو للمرأة في العلوم، عام (2014). وضعتها بي بي سي بقائمتها ضمن  قائمة النساء المئة لعام (2015).

## حياتها المُبكرة وتعليمها
وُلدت بوزات في العاشر من ديسمبر عام (1961)، في باهيا بلانكا بالأرجنتين، كابنة وحفيدة لعائلة من الأطباء، كانت الابنة الثالثة من بين ستة أطفال، وظهر اهتمامها بالعلوم مُبكرًا أثناء مراحل تعليمها الأولى. حينما كانت بوزات في السنة الثانية أو الثالثة في الجامعة، حسمت أمرها بترسيخ حياتها المهنيّة في العلوم. حصلت على درجة الدكتوراة في علوم الكيمياء الحيويّة من الجامعة الدولية الكُبرى في باهيا بلانكا بالأرجنتين. تابعت بوزات بعد انتهائها من شهاداتها المُتقدمة مسيرتها الأكاديمية، لتستكمل دراسات ما بعد الدكتوراة في مايو كلينيك بالولايات المُتحدة الأمريكية عام (1994).

## تركيزها على العمل البحثي
ركّزت أبحاث بوزات على الجهز العصبي، وكيفيّة تواصل الدماغ، والخلايا العضليّة. دارت أولى دراساتها حول كيفيّة تشابك مُستقبلات سيس لووب Cys-loop (مُستقبلات سريعة الاستجابة، تتميز بوجود الحلقة سيس والتي تتكون من رابطة ثنائي الكبريتيد بين اثنين من رواسب السيستين) مع النهايات العصبية، وتمكين التواصل السريع بين النواقل العصبية، وكيفيّة تأثير العقاقير، والمركبات المُختلفة على بروتينات الغشاء الخاصة بالجهاز العصبي، والتي أفضت إلى أنَّ التغيرات بمُستقبلات النيكوتين العَصَبونيّة مُرتبطة بالاضطرابات العصبيّة.

## مسيرتها المهنيّة
تعمل بوزات حاليًا كباحثة رئيسيّة في المجلس القومي للبحوث التقنيّة والعلميّة، ونائب مُدير معهد بحوث وايت باي للكيمياء العضويّة بالأرجنتين. تُدير مركز بحوث الكيمياء العضوية، وتعمل كأستاذة مُساعدة في علم العقاقير بالجامعة الدوليّة الكُبرى بمدينتها الأم، باهيا بلانكا. كما أنَّها عضوة باحثة بمجلس البحوث القومي بالأرجنتين.

## الجوائز، والتكريمات
كانت بوزات زميلة جوجنهايم في العلوم الطبيعيّة عام (2015). فازت بجائزة من نفس الهيئة التي تمنح جوائز لوريال-يونيسكو للمرأة في العلوم عام (2007).  تُقدَّم جائزة 2014 التي حصلت عليها إلى خمس نساء من كل أنجاء العالم تقديرًا لجهودهم في مجال الأبحاث العلميّة كل عام، حيثُ كانت ثالث امرأة أرجنتينية تحصل على هذه الجائزة. حصلت بوزات على هذه الجائزة بعد أن حصلت على جائزة لوريال-يونيسكو تقديرًأ لجهودها في الاستمرار في أبحاثها العلميّة، وكعالمة رائدة في مجالها. نتيجة لمساهماتها في فَهم كيفية تواصل خلايا الدماغ مع بعضها البعض، ومع الخلايا العضليّة، استقبلتها الرئيسة الأرجنتينيّة كريستينا كريشنر، ووزير العلوم الأرجنتيني لينو بارانو وهنأها على نجاحاتها.